# Бібліотека № 149 (Київ, Шевченківський)
Бібліотека № 149 Шевченківського району м.Києва.

## Адреса
01135 м.Київ вул. Золотоустівська, 2    тлф 216-65-04

## Характеристика
Площа приміщення бібліотеки - 100 м², книжковий фонд - 14,2 тис. примірників. Щорічно обслуговує 1,2 тис. користувачів, кількість відвідувань за рік - 8,3 тис., книговидач - 27,0 тис. примірників.

## Історія бібліотеки
У кінці 70-років у квартирі професора Щупака почала працювати невеличка бібліотека, створена на основі його домашньої бібліотеки. Своє помешкання і книги професор заповів бібліотеці № 149.